# Llorenç II de Mèdici
Llorenç de Mèdici, també anomenat Llorenç de Pere de Mèdici (Florència, República de Florència 1492 - Careggi 1519), fou un membre de la casa dels Mèdici que va esdevenir senyor de Florència entre 1516 i 1519, duc d'Urbino en els mateixos anys.
És anomenat Llorenç II de Mèdici per a diferenciar-lo del seu avi Llorenç el Magnífic. Nicolau Maquiavel li dedicà la seva obra El príncep.

## Orígens familiars
Va néixer el 12 de setembre de 1492 a la ciutat de Florència sent fill de Pere II de Mèdici i Alfonsina Orsini. Fou neta per línia paterna de Llorenç el Magnífic i Clarice Orsini, i per línia materna de Roberto Orsini i Caterina Sanseverino. Fou germà, així mateix, de Clarice de Mèdici, casada amb Filippo Strozzi el Jove.

## Títols
De jove va viure a la ciutat de Roma, on la família Mèdici va traslladar-se després que el seu pare Pere II de Mèdici fos expulsat del govern l'any 1494 a causa d'una revolta popular instigada per Girolamo Savonarola. El 1512 aconseguí retornar a Florència gràcies a l'ajut del papa Juli II i la Santa Lliga, observant com els seus oncles Giovanni di Lorenzo de Mèdici (futur papa Lleó X) i Julià de Mèdici-Nemours aconseguiren el poder. Finalment, a la mort d'aquest últim, fou nomenat senyor de Florència.
El seu oncle Giovanni di Lorenzo de Mèdici el nomenà l'any 1516 duc d'Urbino, títol que arrabassà al seu enemic Francesc Maria I della Rovere, càrrec que va mantenir fins al 1519, quan aquest recuperà el títol. Fou ferit en la batalla pel control del Ducat d'Urbino, i morí a Careggi, prop de Florència, el 4 de maig de 1519. Posteriorment fou enterrat a la Basílica de Sant Llorenç de Florència.

## Núpcies i descendents
Es casà el 13 de juny de 1518 a Amboise (regne de França) amb Magdalena de la Tour, filla de Joan III de la Tour i Joana de Borbó-Vendome. D'aquesta unió tingueren a Caterina de Mèdici (1519-1589), comtessa d'Alvèrnia i casada el 1533 amb el futur rei Enric II de França.